# Saint-Cyr-sur-Morin
Pour les articles homonymes, voir Saint-Cyr et Morin.
Saint-Cyr-sur-Morin est une commune française située dans le département de Seine-et-Marne en région Île-de-France.

## Géographie

### Localisation

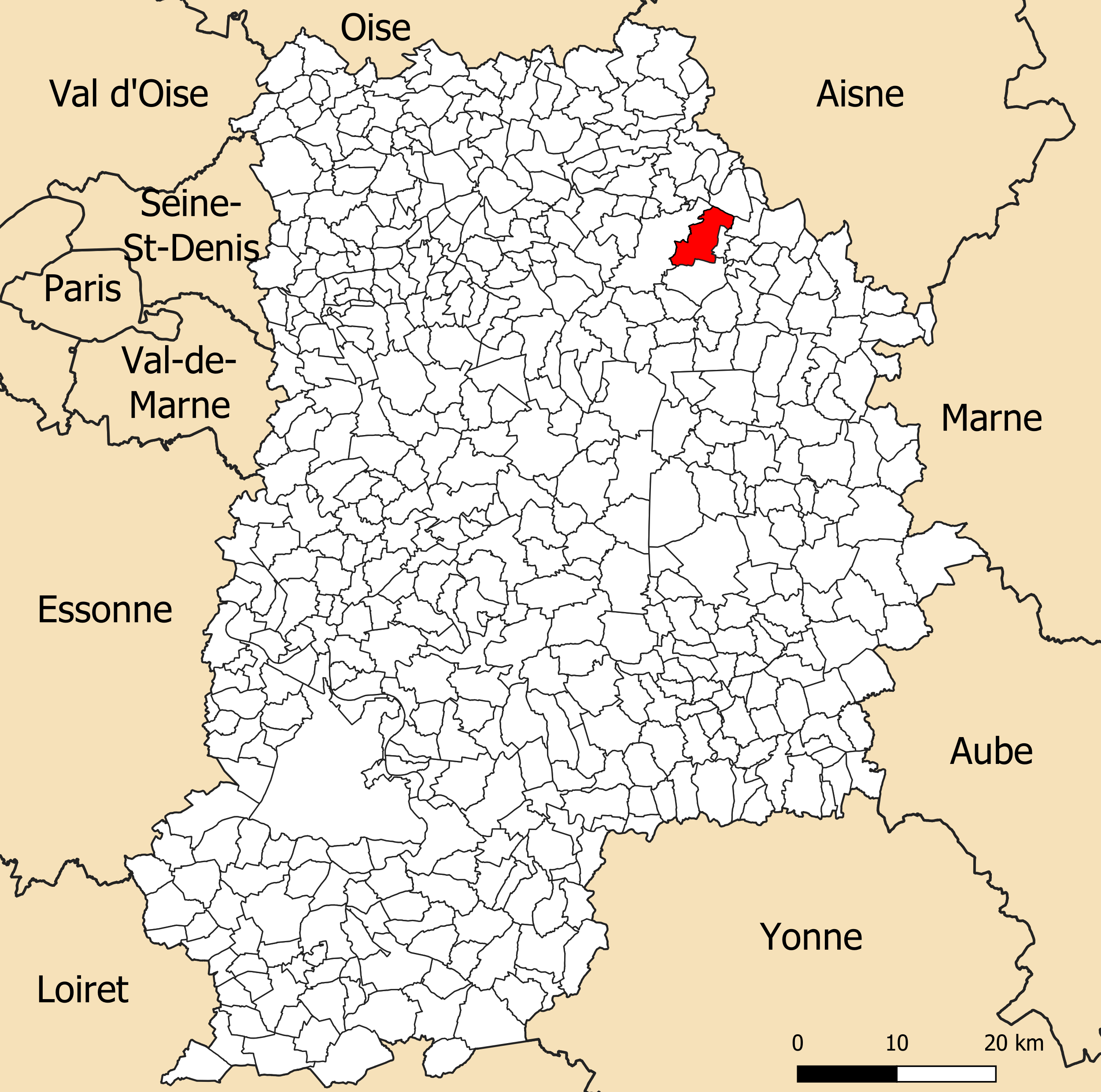
Localisation de la commune de Saint-Cyr-sur-Morin dans le département de Seine-et-Marne.

Saint-Cyr-sur-Morin est à environ huit kilomètres au sud-est de La Ferté-sous-Jouarre. La commune est également située à 27 km à l’Est de Meaux, et à 70 km à l’Est de Paris.

### Communes limitrophes

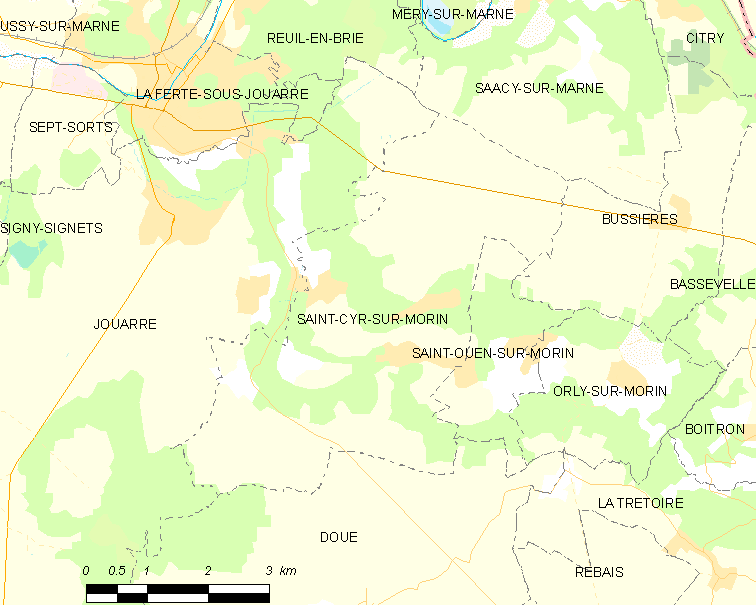
Carte des communes limitrophes de Saint-Cyr-sur-Morin.

| La Ferté-sous-Jouarre 8,5 km | Saâcy-sur-Marne 6,4 km | Bussières 4,17 km            |
| Jouarre 4,54 km              | Saint-Cyr-sur-Morin    | Saint-Ouen-sur-Morin 0,72 km |
|                              | Doue 4,74 km           |                              |

### Hydrographie

#### Réseau hydrographique

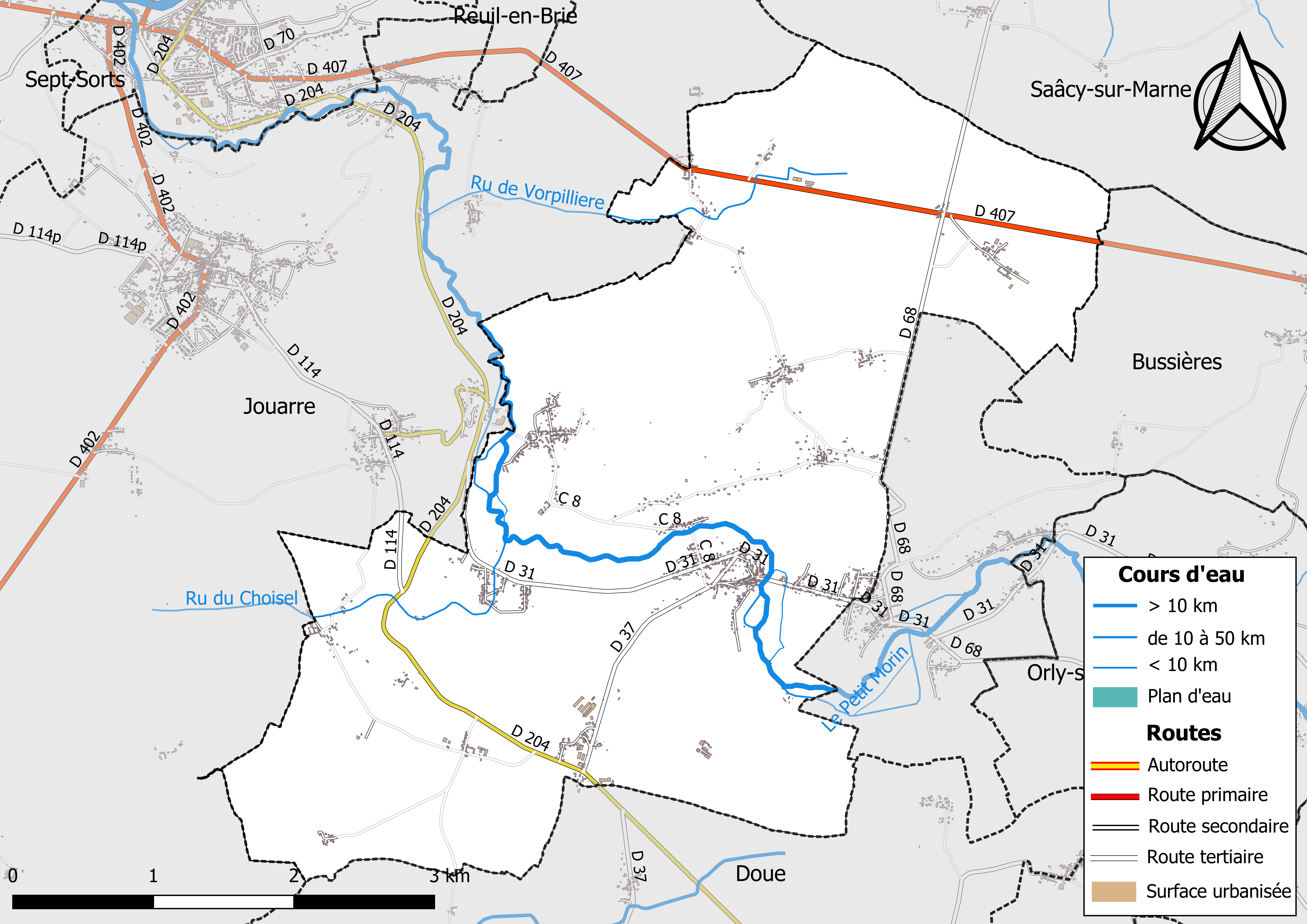
Carte des réseaux hydrographique et routier de Saint-Cyr-sur-Morin.

Le réseau hydrographique de la commune se compose de neuf cours d'eau référencés :
- la rivière le Petit Morin, long de 86,33 km[1], affluent de la Marne en rive gauche, ainsi que :
  - un bras de 0,25 km[2] ;
  - un bras de 0,27 km[3] ;
  - un bras de 0,35 km[4] ;
  - un bras de 0,84 km[5] ;
  - un bras de 0,97 km[6] ;
  - un bras de 1,58 km[7] ;
  - le ru de Choisel, 3,15 km[8], et  ;
  - le ru de Vorpillière, 3,38 km[9], affluents du Petit Morin.

La longueur totale des cours d'eau sur la commune est de 11,01 km.

#### Gestion des cours d'eau
Afin d’atteindre le bon état des eaux imposé par la Directive-cadre sur l'eau du 23 octobre 2000, plusieurs outils de gestion intégrée s’articulent à différentes échelles : le SDAGE, à l’échelle du bassin hydrographique, et le SAGE, à l’échelle locale. Ce dernier fixe les objectifs généraux d’utilisation, de mise en valeur et de protection quantitative et qualitative des ressources en eau superficielle et souterraine. Le département de Seine-et-Marne est couvert par six SAGE, au sein du bassin Seine-Normandie.
La commune fait partie du SAGE « Petit et Grand Morin », approuvé le 21 octobre 2016. Le territoire de ce SAGE comprend les bassins du Petit Morin (630 km2) et du Grand Morin (1 185 km2). Le pilotage et l’animation du SAGE sont assurés par le syndicat mixte d'aménagement et de gestion des Eaux (SMAGE) des 2 Morin, qualifié de « structure porteuse ».

### Climat
Pour des articles plus généraux, voir Climat de l'Île-de-France et Climat de Seine-et-Marne.
En 2010, le climat de la commune est de type climat océanique dégradé des plaines du Centre et du Nord, selon une étude du CNRS s'appuyant sur une série de données couvrant la période 1971-2000. En 2020, Météo-France publie une typologie des climats de la France métropolitaine dans laquelle la commune est exposée à un climat océanique altéré et est dans la région climatique Nord-est du bassin Parisien, caractérisée par un ensoleillement médiocre, une pluviométrie moyenne régulièrement répartie au cours de l’année et un hiver froid (3 °C).
Pour la période 1971-2000, la température annuelle moyenne est de 10,9 °C, avec une amplitude thermique annuelle de 14,7 °C. Le cumul annuel moyen de précipitations est de 722 mm, avec 11,6 jours de précipitations en janvier et 7,8 jours en juillet. Pour la période 1991-2020, la température moyenne annuelle observée sur la station météorologique installée sur la commune est de 11,2 °C et le cumul annuel moyen de précipitations est de 814,8 mm,. Pour l'avenir, les paramètres climatiques de la commune estimés pour 2050 selon différents scénarios d'émission de gaz à effet de serre sont consultables sur un site dédié publié par Météo-France en novembre 2022.
| Mois                                  | jan.             | fév.          | mars           | avril         | mai           | juin            | jui.           | août           | sep.            | oct.            | nov.           | déc.             | année      |
| ------------------------------------- | ---------------- | ------------- | -------------- | ------------- | ------------- | --------------- | -------------- | -------------- | --------------- | --------------- | -------------- | ---------------- | ---------- |
| Température minimale moyenne (°C)     | 1                | 0,8           | 2,5            | 4,4           | 8,2           | 11,4            | 13,2           | 12,6           | 9,4             | 7,3             | 3,8            | 1,4              | 6,3        |
| Température moyenne (°C)              | 3,9              | 4,5           | 7,5            | 10,4          | 14,2          | 17,4            | 19,3           | 18,9           | 15,3            | 11,7            | 7,1            | 4,3              | 11,2       |
| Température maximale moyenne (°C)     | 6,9              | 8,2           | 12,6           | 16,3          | 19,9          | 23,3            | 25,5           | 25,2           | 21,1            | 16,1            | 10,5           | 7,2              | 16,1       |
| Record de froid (°C) date du record   | −22,5 17.01.1985 | −15 07.02.12  | −11,5 01.03.05 | −7 08.04.03   | −2 01.05.1976 | 0,2 04.06.1975  | 4,5 04.07.1984 | 2,9 28.08.1974 | −0,5 27.09.1972 | −6,5 30.10.1997 | −10 24.11.1998 | −11,5 31.12.1996 | −22,5 1985 |
| Record de chaleur (°C) date du record | 16 05.01.1999    | 19,5 27.02.19 | 24 29.03.1989  | 29,5 20.04.18 | 32 28.05.17   | 37,2 30.06.1976 | 41,5 25.07.19  | 40 12.08.03    | 34,9 04.09.1973 | 29 01.10.1985   | 21 08.11.15    | 17,2 10.12.1978  | 41,5 2019  |
| Précipitations (mm)                   | 72,3             | 60,9          | 58,3           | 51,8          | 71,1          | 62,1            | 71,3           | 71             | 58,8            | 71,9            | 74,1           | 91,2             | 814,8      |

### Milieux naturels et biodiversité

#### Réseau Natura 2000

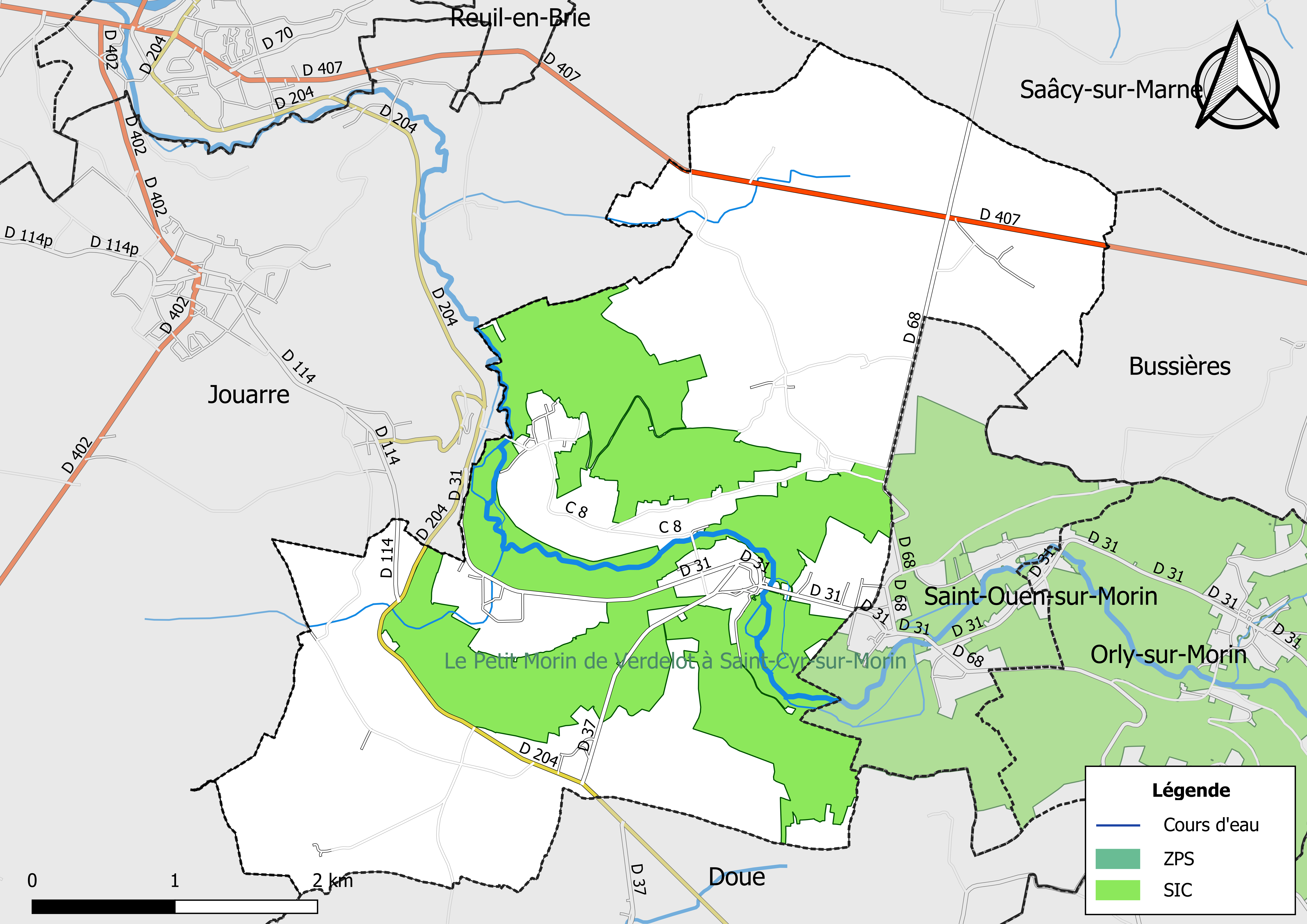
Sites Natura 2000 sur le territoire communal.

Le réseau Natura 2000 est un réseau écologique européen de sites naturels d’intérêt écologique élaboré à partir des Directives « Habitats » et « Oiseaux ». Ce réseau est constitué de Zones spéciales de conservation (ZSC) et de Zones de protection spéciale (ZPS). Dans les zones de ce réseau, les États Membres s'engagent à maintenir dans un état de conservation favorable les types d'habitats et d'espèces concernés, par le biais de mesures réglementaires, administratives ou contractuelles.
Un site Natura 2000 a été défini sur la commune au titre de la « directive Habitats », : 
- le « Petit Morin de Verdelot à Saint-Cyr-sur-Morin », d'une superficie de 3 589 ha, un site qui accueille la plus importante population d’Île-de-France de cuivré des marais (Lycaena dispar) et la deuxième plus importante population d’Île-de-France de sonneur à ventre jaune (Bombina variegata)[21],[22].

#### Zones naturelles d'intérêt écologique, faunistique et floristique
L’inventaire des zones naturelles d'intérêt écologique, faunistique et floristique (ZNIEFF) a pour objectif de réaliser une couverture des zones les plus intéressantes sur le plan écologique, essentiellement dans la perspective d’améliorer la connaissance du patrimoine naturel national et de fournir aux différents décideurs un outil d’aide à la prise en compte de l’environnement dans l’aménagement du territoire.
Le territoire communal de Saint-Cyr-sur-Morin comprend quatre ZNIEFF de type 1,, : 
- le « bois de Saint-Cyr, le bois de Chavigny et le bois du Charnoy » (201,34 ha), couvrant 4 communes du département[24] ;
- le « bois Marcou et le Ru Choisel » (5,9 ha)[25] ;
- le « Petit Morin » (30,09 ha), couvrant 10 communes du département[26] ;
- les « Ru de la Vorpillière et bois de Moras » (91,11 ha), couvrant 2 communes du département[27] ;

et une ZNIEFF de type 2,, 
la « vallée du Petit Morin de Verdelot à la Ferte Sous-Jouarre » (4 988,89 ha), couvrant 15 communes du département.

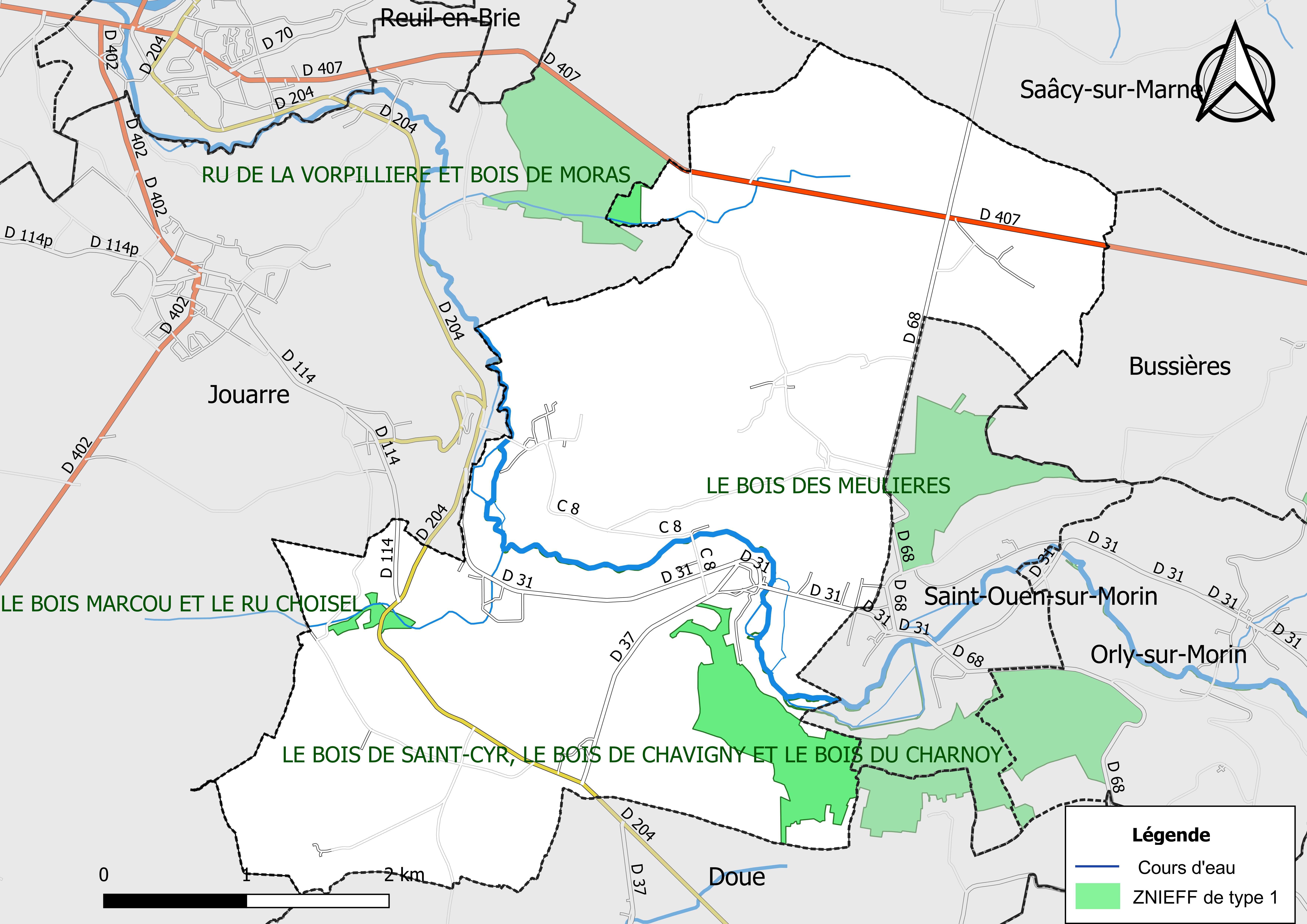
Carte des ZNIEFF de type 1 de la commune.
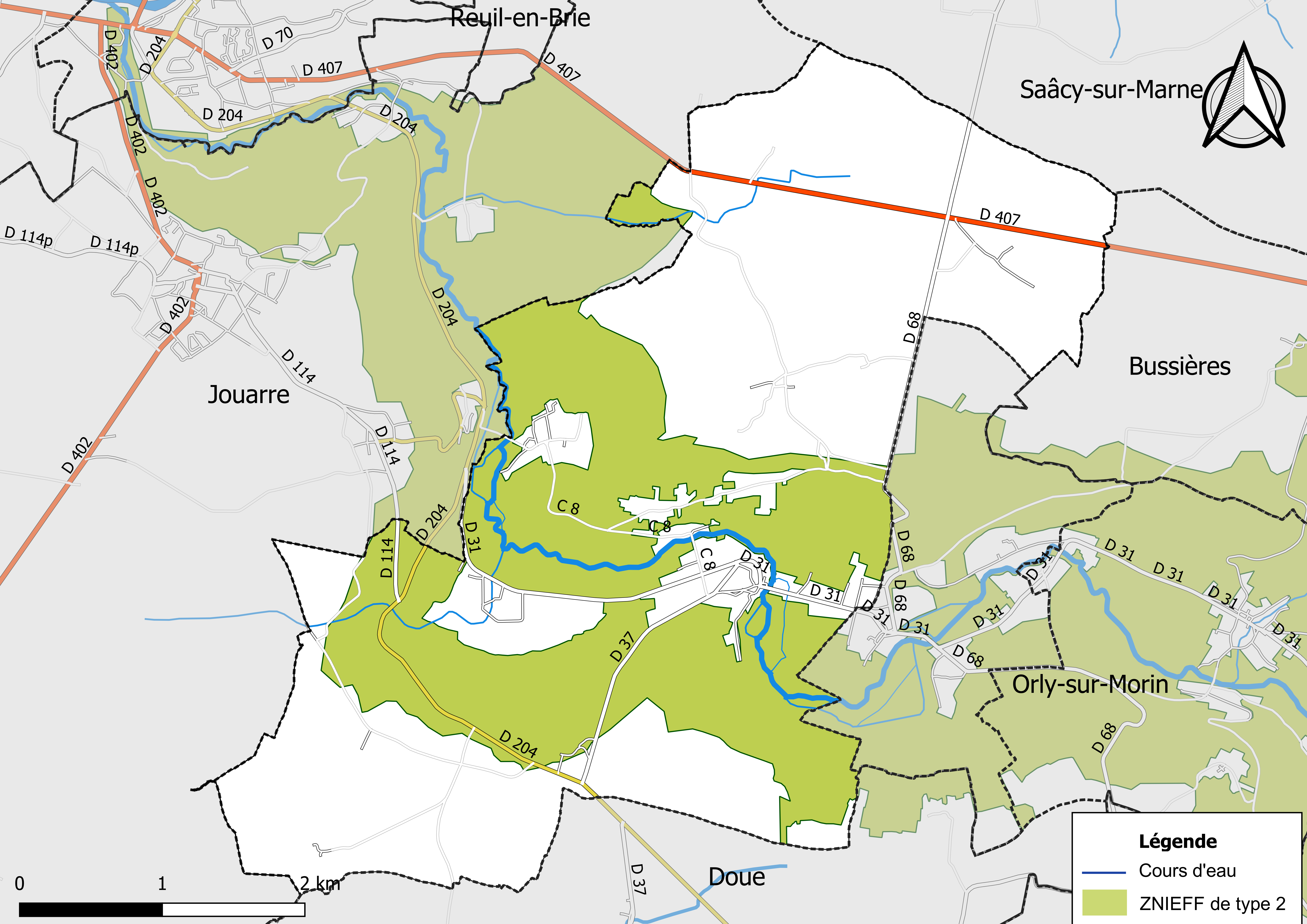
Carte des ZNIEFF de type 2 de la commune.

## Urbanisme

### Typologie
Au 1er janvier 2024, Saint-Cyr-sur-Morin est catégorisée commune rurale à habitat dispersé, selon la nouvelle grille communale de densité à sept niveaux définie par l'Insee en 2022.
Elle est située hors unité urbaine. Par ailleurs la commune fait partie de l'aire d'attraction de Paris, dont elle est une commune de la couronne,. Cette aire regroupe 1 929 communes,.

### Lieux-dits et écarts
La commune compte 305 lieux-dits administratifs répertoriés consultables ici dont les Grands Montgoins, Vorpillière, Biercy, Charnesseuil, Monthomé, Champtortet, et Courcelles La Roue (source : le fichier Fantoir).

### Occupation des sols
L'occupation des sols de la commune, telle qu'elle ressort de la base de données européenne d’occupation biophysique des sols Corine Land Cover (CLC), est marquée par l'importance des territoires agricoles (70,4 % en 2018), une proportion identique à celle de 1990 (70,4 %). La répartition détaillée en 2018 est la suivante : 
terres arables (66,6% ), forêts (25,1% ), zones urbanisées (4,5% ), zones agricoles hétérogènes (2,6% ), prairies (1,2 %).
Parallèlement, L'Institut Paris Région, agence d'urbanisme de la région Île-de-France, a mis en place un inventaire numérique de l'occupation du sol de l'Île-de-France, dénommé le MOS (Mode d'occupation du sol), actualisé régulièrement depuis sa première édition en 1982. Réalisé à partir de photos aériennes, le Mos distingue les espaces naturels, agricoles et forestiers mais aussi les espaces urbains (habitat, infrastructures, équipements, activités économiques, etc.) selon une classification pouvant aller jusqu'à 81 postes, différente de celle de Corine Land Cover,,. L'Institut met également à disposition des outils permettant de visualiser par photo aérienne l'évolution de l'occupation des sols de la commune entre 1949 et 2018.

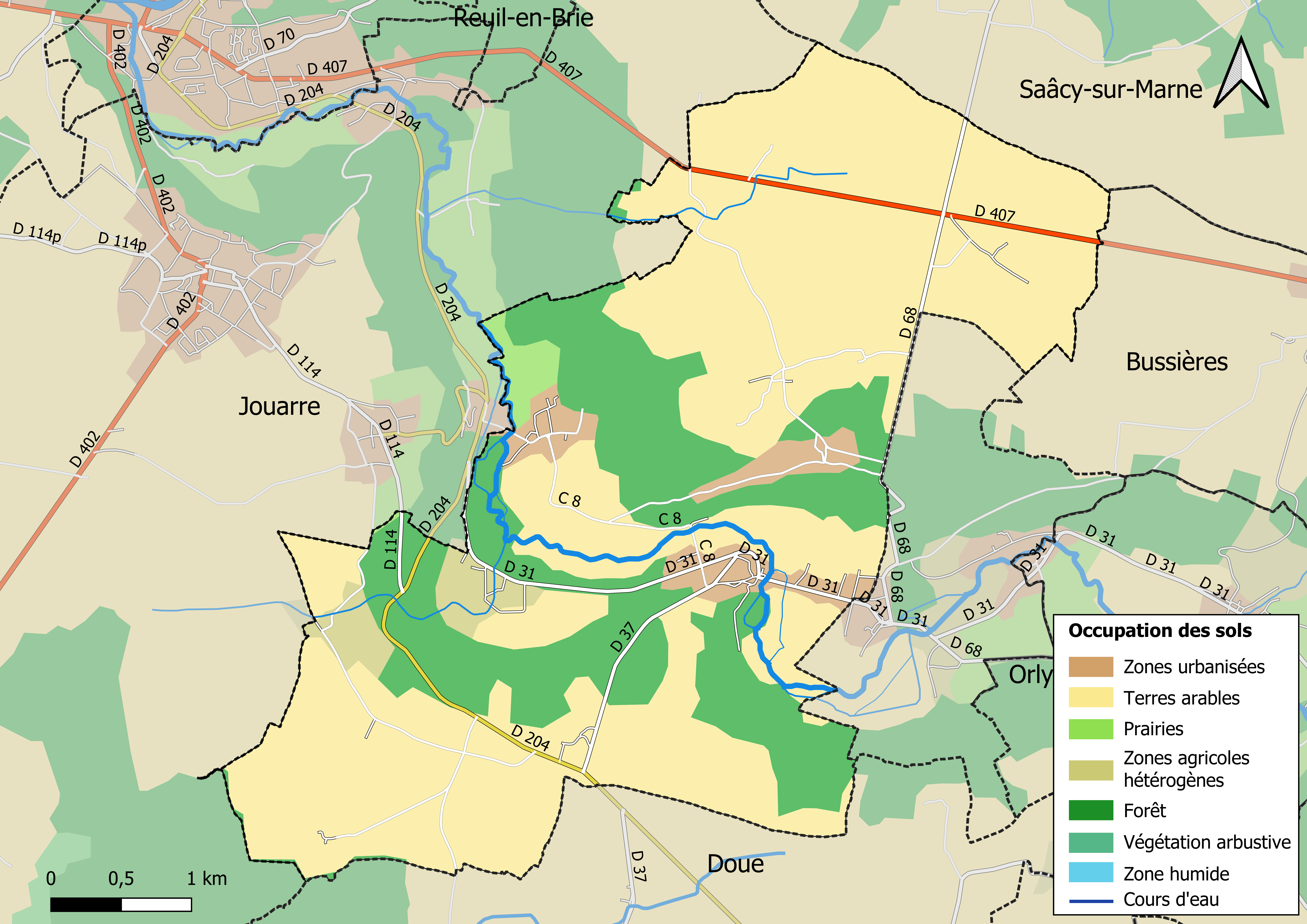
Carte des infrastructures et de l'occupation des sols en 2018 (CLC) de la commune.
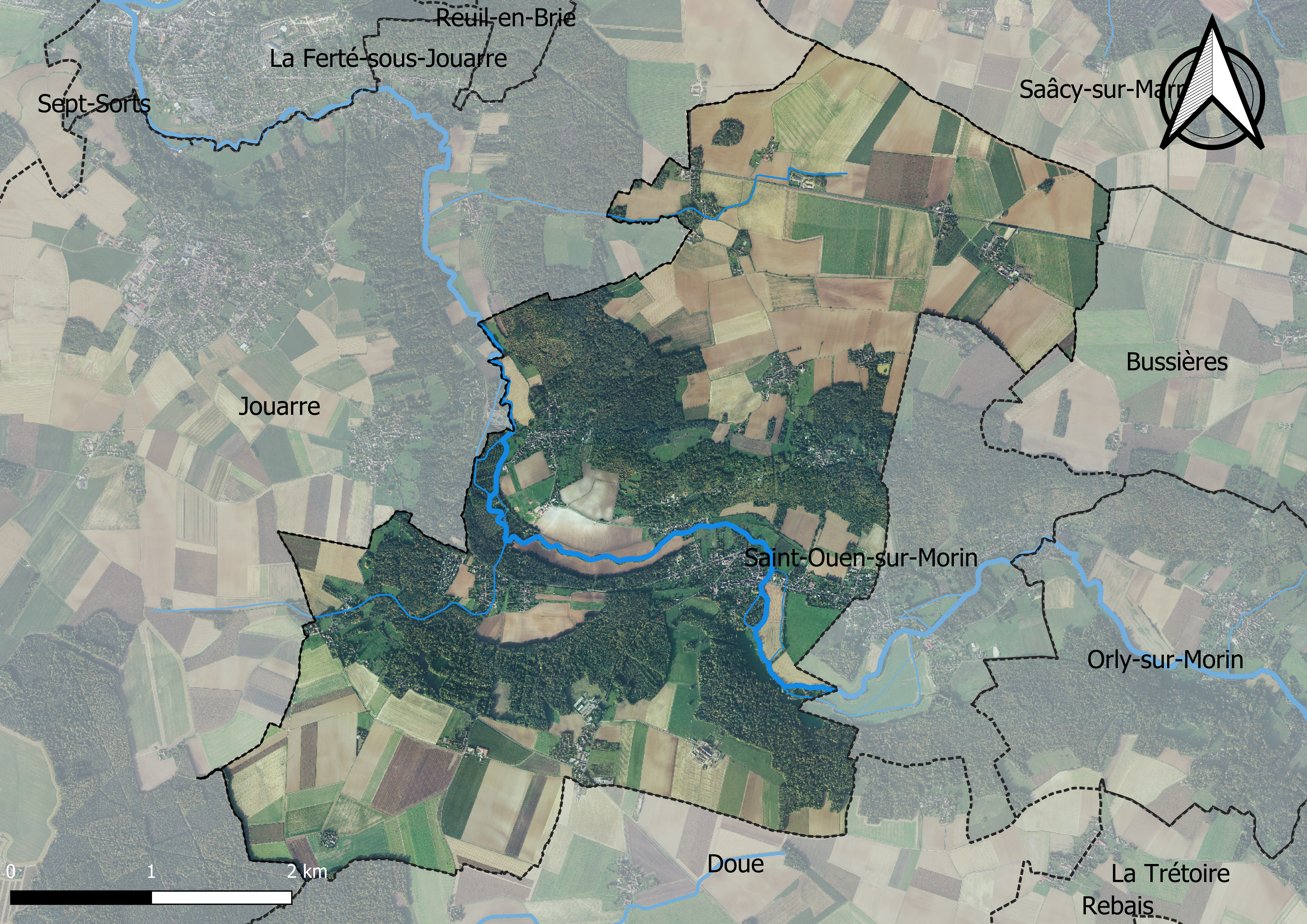
Carte orhophotogrammétrique de la commune.

### Planification
La commune disposait en 2019 d'un plan local d'urbanisme en révision. Un plan local d'urbanisme intercommunal couvrant le territoire de la communauté de communes des Deux Morin, prescrit le 28 juin 2018, était en élaboration,. Le zonage réglementaire et le règlement associé peuvent être consultés sur le Géoportail de l'urbanisme.

### Logement
En 2017, le nombre total de logements dans la commune était de 929 dont 93,5 % de maisons et 6,1 % d'appartements.
Parmi ces logements, 84,5 % étaient des résidences principales, 5,8 % des résidences secondaires et 9,7 % des logements vacants.
La part des ménages fiscaux propriétaires de leur résidence principale s'élevait à 85,2 % contre 13 % de locataires dont, 0,3 % de logements HLM loués vides (logements sociaux) et, 1,8 % logés gratuitement.

## Toponymie
Le nom de la localité est mentionné sous les formes Apud Sanctum Cyre en 1201 ; Sanctus Ciricus en 1249 ; Saint Cire au XIIIe siècle ; Saint Cyr en Brie en 1473 ; Saint Sir en 1663 ; Saint Cir en 1665.
Au cours de la Révolution française, la commune porte le nom de La Fraternité en l'an II.
L'hagiotoponyme de la commune doit pour partie son nom à saint Cyr, jeune martyr chrétien du IVe siècle, fils de sainte Julitte.
Le Morin est une rivière de la Seine-et-Marne, affluent de la rive gauche de la Marne, mais la commune de Saint Cyr est traversée, en réalité, non par le Morin, mais par le Petit Morin.

## Histoire

### Seconde Guerre mondiale
La commune a été concernée par les drames de  la Seconde Guerre mondiale et de l'Occupation.
Des jeunes hommes du village dont Fernand Helmbacher et Roger Depiquigny sont requis et affectés sur des chantiers de la ligne Hildenburg[C'est-à-dire ?] (ils déserteront d'ailleurs dans un délai de deux à trois mois). Quatre commerçants et artisans (André Lebon, André Planche, Marcel Régnier et Lucien Devos), tous affiliés à un réseau de résistance, sont obligés de fuir au cours d'une traque de la police allemande. Lucien Devos doit son salut à Louise Moucaud (future Depiquigny), receveuse des PTT.
Des gendarmes français agissant aux ordres du commandant de la Sipo-Sd de Paris vinrent arrêter le 22 octobre 1942 14 juifs fertois, dont  le Iancu Vexler avec sa femme et ses deux filles aînées. Ils sont déportés à Auschwitz avec 6 autres habitants de la ville raflés ce jour-là. Seul le docteur Vexler survécut à la déportation ; sa femme et ses deux filles, figurent actuellement sur le monument aux morts de la commune au titre de « Morts pour la France ».

## Politique et administration

### Rattachements administratifs et électoraux

#### Rattachements administratifs
La commune se trouve depuis 1926 dans l'arrondissement de Meaux du département de Seine-et-Marne.
Elle faisait partie depuis 1793 du canton de Rebais. Dans le cadre du redécoupage cantonal de 2014 en France, cette circonscription administrative territoriale a disparu, et le canton n'est plus qu'une circonscription électorale.

#### Rattachements électoraux
Pour les élections départementales, la commune fait partie depuis 2014 du canton de Coulommiers
Pour l'élection des députés, elle fait partie de la quatrième circonscription de Seine-et-Marne.

### Intercommunalité
Saint-Cyr-sur-Morin était membre de la communauté de communes de la Brie des Morin, un établissement public de coopération intercommunale (EPCI) à fiscalité propre créé fin 2010 et auquel la commune avait transféré un certain nombre de ses compétences, dans les conditions déterminées par le code général des collectivités territoriales.
Dans le cadre des dispositions de la loi portant nouvelle organisation territoriale de la République (Loi NOTRe) du 7 août 2015, qui prévoit que les établissements publics de coopération intercommunale (EPCI) à fiscalité propre doivent avoir un minimum de 15 000 habitants (et 5 000 habitants en zone de montagnes), cette intercommunalité a fusionné avec sa voisine pour former, le 1er janvier 2017, la communauté de communes des Deux Morin dont est désorlais membre la commune.

### Liste des maires
| Période  | Période  | Identité                     | Étiquette | Qualité                                                                                     |
| -------- | -------- | ---------------------------- | --------- | ------------------------------------------------------------------------------------------- |
| 1791     |          | M. Boin                      |           |                                                                                             |
| 1791     |          | M. Parnot                    |           |                                                                                             |
| 1792     |          | Nicolas Lange                |           |                                                                                             |
| 1793     |          | M. Coquelin                  |           |                                                                                             |
| 1795     |          | François Lambinet            |           |                                                                                             |
| 1800     |          | Louis-Joseph Rossignol       |           |                                                                                             |
| 1810     |          | Antoine-Vital Leduc          |           |                                                                                             |
| 1814     |          | Jean-Pierre Bailly           |           |                                                                                             |
| 1815     |          | Victor-Benoist Rossignol     |           |                                                                                             |
| 1818     |          | François-Nicolas Masson      |           |                                                                                             |
| 1831     |          | Théod.-Prudent Rossignol     |           |                                                                                             |
| 1840     |          | Pierre-François Masson       |           |                                                                                             |
| 1843     |          | Simon Gonnet                 |           |                                                                                             |
| 1858     |          | Joseph-Jacques de Baudicourt |           |                                                                                             |
| 1865     |          | Pierre-François Masson       |           |                                                                                             |
| 1870     |          | Pierre-Eustache Briffotaux   |           |                                                                                             |
| 1881     |          | Joseph-Alexis Jorand         |           |                                                                                             |
| 1886     |          | Henri Marteau                |           |                                                                                             |
| 1888     |          | Félix-Antonin Charpentier    |           |                                                                                             |
|          |          |                              |           |                                                                                             |
| av. 1996 | 2001     | Henri Drucker                | UDF-CDS   |                                                                                             |
| 2001     | 2014     | Jean-Georges Denizot         | UMP       |                                                                                             |
| 2014     | En cours | Édith Théodose-Poma          |           | Retraitée Vice-présidente de la CC des Deux Morin (2020 → ) Réélue pour le mandat 2020-2026 |

### Jumelages
- La République de Montmartre[réf. nécessaire].

## Équipements et services

### Eau et assainissement
L’organisation de la distribution de l’eau potable, de la collecte et du traitement des eaux usées et pluviales relève des communes. La loi NOTRe de 2015 a accru le rôle des EPCI à fiscalité propre en leur transférant cette compétence. Ce transfert devait en principe être effectif au 1er janvier 2020, mais la loi Ferrand-Fesneau du 3 août 2018 a introduit la possibilité d’un report de ce transfert au 1er janvier 2026,.

#### Assainissement des eaux usées
En 2020, la commune de Saint-Cyr-sur-Morin gère le service d’assainissement collectif (collecte, transport et dépollution) en régie directe, c’est-à-dire avec ses propres personnels.
L’assainissement non collectif (ANC) désigne les installations individuelles de traitement des eaux domestiques qui ne sont pas desservies par un réseau public de collecte des eaux usées et qui doivent en conséquence traiter elles-mêmes leurs eaux usées avant de les rejeter dans le milieu naturel. Le Syndicat mixte d'assainissement du Nord-Est  (SIANE) assure pour le compte de la commune le service public d'assainissement non collectif (SPANC), qui a pour mission de vérifier la bonne exécution des travaux de réalisation et de réhabilitation, ainsi que le bon fonctionnement et l’entretien des installations,.

#### Eau potable
En 2020, l'alimentation en eau potable est assurée par le syndicat de l'Eau de l'Est seine-et-marnais (S2E77) qui gère le service en régie,,.

## Population et société

### Démographie
L'évolution du nombre d'habitants est connue à travers les recensements de la population effectués dans la commune depuis 1793. Pour les communes de moins de 10 000 habitants, une enquête de recensement portant sur toute la population est réalisée tous les cinq ans, les populations de référence des années intermédiaires étant quant à elles estimées par interpolation ou extrapolation. Pour la commune, le premier recensement exhaustif entrant dans le cadre du nouveau dispositif a été réalisé en 2004.

En 2022, la commune comptait 1 943 habitants, en stagnation par rapport à 2016 (Seine-et-Marne : +3,92 %, France hors Mayotte : +2,11 %).
| 1793  | 1800  | 1806  | 1821  | 1831  | 1836  | 1841  | 1846  | 1851  |
| ----- | ----- | ----- | ----- | ----- | ----- | ----- | ----- | ----- |
| 1 059 | 1 321 | 1 325 | 1 371 | 1 402 | 1 440 | 1 525 | 1 475 | 1 524 |

| 1856  | 1861  | 1866  | 1872  | 1876  | 1881  | 1886  | 1891  | 1896  |
| ----- | ----- | ----- | ----- | ----- | ----- | ----- | ----- | ----- |
| 1 462 | 1 446 | 1 401 | 1 307 | 1 328 | 1 277 | 1 280 | 1 337 | 1 351 |

| 1901  | 1906  | 1911  | 1921  | 1926  | 1931  | 1936 | 1946 | 1954  |
| ----- | ----- | ----- | ----- | ----- | ----- | ---- | ---- | ----- |
| 1 294 | 1 306 | 1 301 | 1 128 | 1 241 | 1 244 | 999  | 991  | 1 044 |

| 1962  | 1968 | 1975  | 1982  | 1990  | 1999  | 2004  | 2006  | 2009  |
| ----- | ---- | ----- | ----- | ----- | ----- | ----- | ----- | ----- |
| 1 023 | 984  | 1 026 | 1 209 | 1 467 | 1 684 | 1 776 | 1 772 | 1 868 |

| 2014  | 2019  | 2022  | - | - | - | - | - | - |
| ----- | ----- | ----- | - | - | - | - | - | - |
| 1 937 | 1 969 | 1 943 | - | - | - | - | - | - |

La population de Saint-Cyr-sur-Morin était de 1 684 au recensement de 1999, 1 772 en 2006 et de 1 802 en 2007. La densité de population était de 94,35 habitants par km². Le nombre de logements a été estimé à 827 en 2007 ; ces logements de Saint-Cyr-sur-Morin se composent de 687 résidences principales, 78 résidences secondaires ou occasionnelles ainsi que 61 logements vacants.

### Événements
De nombreux événements s'organisent dans la commune, tout au long de l'année, pour quelquefois, au cours de concerts, chanter Georges Brassens, Boby Lapointe, et se rappeler le temps de Pierre Mac Orlan.

## Économie

### Revenus de la population et fiscalité
En 2018, le nombre de ménages fiscaux de la commune était de 758, représentant 1 951 personnes et la  médiane du revenu disponible par unité de consommation  de 24 110 euros.

### Emploi
En 2017 , le nombre total d’emplois dans la zone était de 241, occupant 912 actifs  résidants.
Le taux d'activité de la population (actifs ayant un emploi) âgée de 15 à 64 ans s'élevait à 72,1 % contre un taux de chômage de 7,7 %. 
Les 20,1 % d’inactifs se répartissent de la façon suivante : 9,9 % d’étudiants et stagiaires non rémunérés, 5,2 % de retraités ou préretraités et 5 % pour les autres inactifs.

### Secteurs d'activité

#### Entreprises et commerces
En 2019, le nombre d’unités légales et d’établissements (activités marchandes hors agriculture) par secteur d'activité était de 135 dont 11 dans l’industrie manufacturière, industries extractives et autres, 31 dans la construction, 30 dans le commerce de gros et de détail, transports, hébergement et restauration, 4 dans l’Information et communication, 2 dans les activités financières et d'assurance, 3 dans les activités immobilières, 24 dans les activités spécialisées, scientifiques et techniques et activités de services administratifs et de soutien, 16 dans l’administration publique, enseignement, santé humaine et action sociale et 14  étaient relatifs aux autres activités de services.
En 2020, 24 entreprises ont été créées sur le territoire de la commune, dont 22 individuelles.
Au 1er janvier 2021, la commune ne possédait aucun hôtel  mais un terrain de camping disposant de 96 emplacements.

#### Agriculture
Saint-Cyr-sur-Morin est dans la petite région agricole dénommée la « Brie laitière » (anciennement Brie des étangs), une partie de la Brie à l'est de Coulommiers. En 2010, l'orientation technico-économique de l'agriculture sur la commune est la polyculture et le polyélevage.
Si la productivité agricole de la Seine-et-Marne se situe dans le peloton de tête des départements français, le département enregistre un double phénomène de disparition des terres cultivables (près de 2 000 ha par an dans les années 1980, moins dans les années 2000) et de réduction d'environ 30 % du nombre d'agriculteurs dans les années 2010. Cette tendance se retrouve au niveau de la commune où le nombre d’exploitations est passé de 28 en 1988 à 11 en 2010. Parallèlement, la taille de ces exploitations augmente, passant de 57 ha en 1988 à 110 ha en 2010.
Le tableau ci-dessous présente les principales caractéristiques des exploitations agricoles de Saint-Cyr-sur-Morin, observées sur une période de 22 ans : 
|                                      | 1988  | 2000  | 2010  |
| ------------------------------------ | ----- | ----- | ----- |
| Dimension économique,                |       |       |       |
| Nombre d’exploitations (u)           | 28    | 16    | 11    |
| Travail (UTA)                        | 36    | 30    | 17    |
| Surface agricole utilisée (ha)       | 1 595 | 1 138 | 1 209 |
| Cultures                             |       |       |       |
| Terres labourables (ha)              | 1 467 | 937   | 1 044 |
| Céréales (ha)                        | 928   | 634   | 741   |
| dont blé tendre (ha)                 | 671   | 429   | 488   |
| dont maïs-grain et maïs-semence (ha) | 168   | 123   | 164   |
| Tournesol (ha)                       | 24    |       |       |
| Colza et navette (ha)                | 124   | s     | s     |
| Élevage                              |       |       |       |
| Cheptel (UGBTA)                      | 609   | 1 599 | 1 979 |

## Culture locale et patrimoine

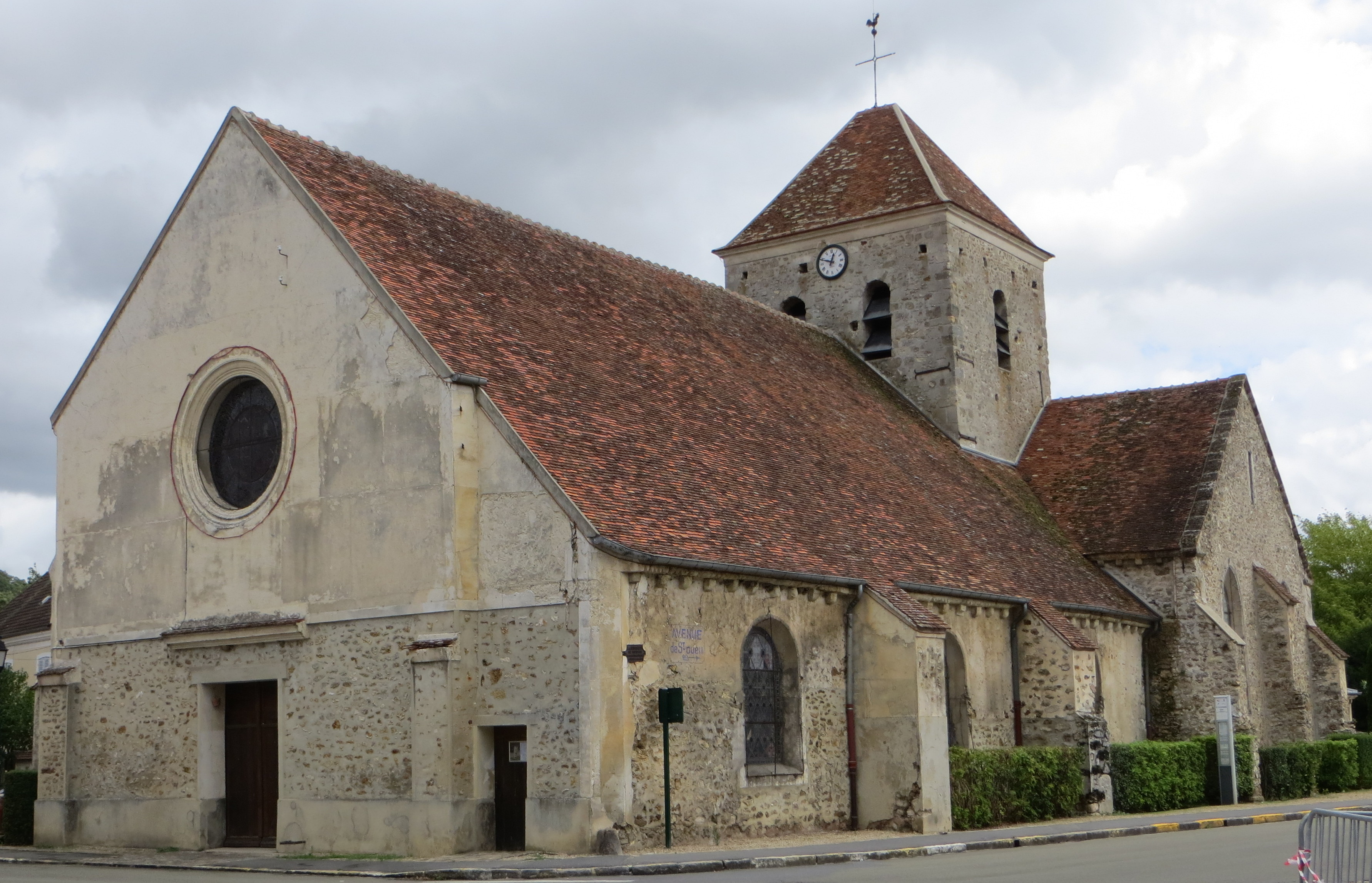
Église Saint-Cyr-et-Sainte-Julitte - cloche de l'église sonnant 13 h :Fichier:Saint-Cyr-sur-Morin - Cloche de l'église Saint-Cyr-et-Sainte-Julitte.ogg

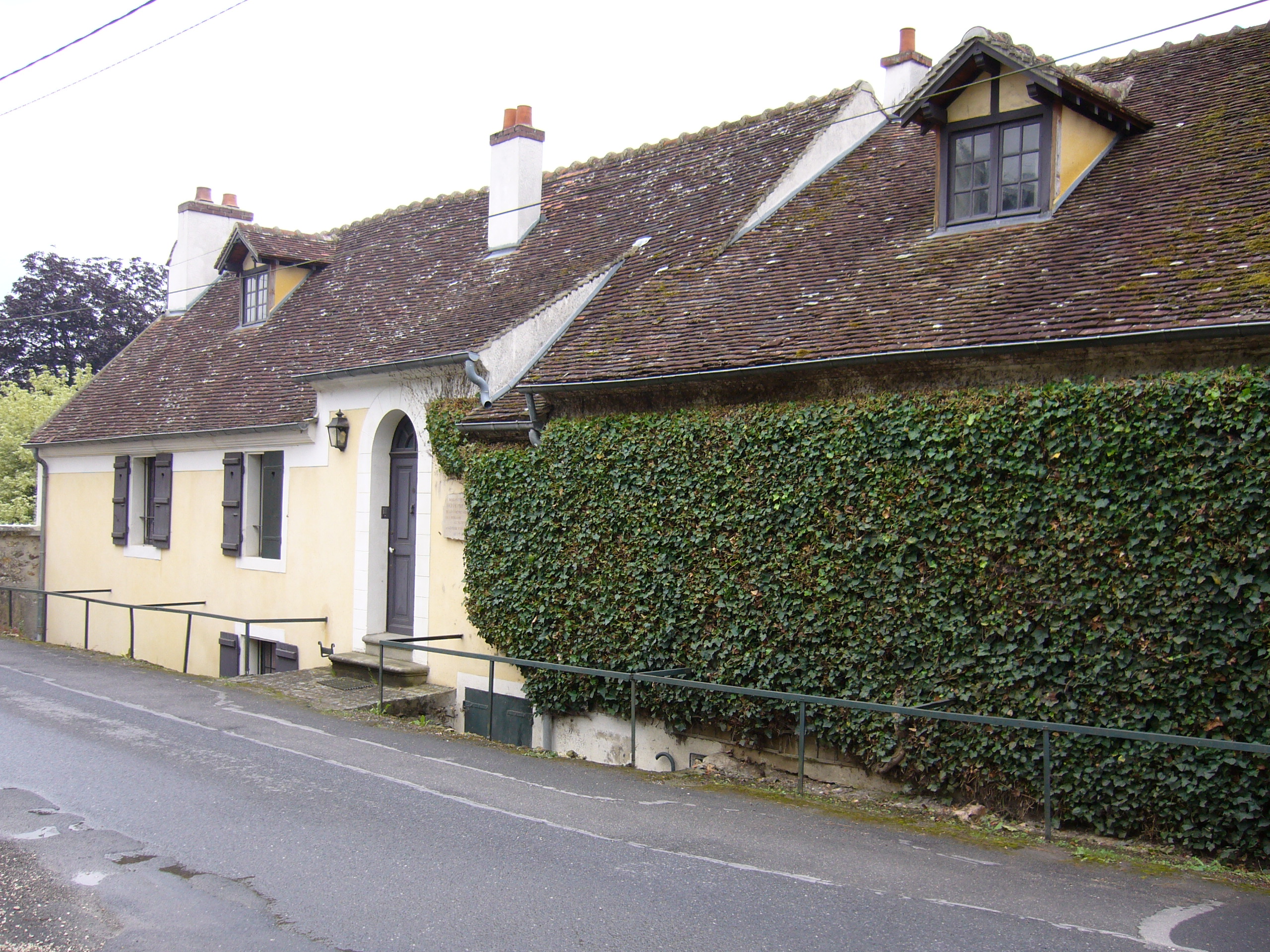
La maison de Pierre Mac Orlan en 2007.

### Monuments et lieux remarquables
La commune compte trois monuments répertoriés à l'inventaire des monuments historiques (Base Mérimée) : 
- L'église romane et gothique Saint-Cyr-et-Sainte-Julitte a été terminée au début du XIIIe siècle, puis en partie reconstruite (la nef au XVIe siècle, la façade au XVIIe siècle). Elle possède des reliques de saint Aile, sainte Batilde, saint Blondin, sainte Fare, saint Fiacre, saint Patient et saint Vincent  Inscrit MH[71] ;
- La maison de Pierre Mac-Orlan au hameau des Archets[72] ;
- Parc du château de Moras[73].

### Autres lieux et monuments
- Le Musée départemental des Pays de Seine-et-Marne.

Ce musée de société a comme terrain d'étude l'est de l'Île-de-France. Il évoque aussi Pierre Mac Orlan qui vécut à Saint-Cyr-sur-Morin ;
- L'auberge de l'Œuf dur et du Commerce (en rénovation) ; elle recevait de nombreux artistes au début du XXe siècle.

### Nature et environnement
Saint-Cyr-sur-Morin se trouve entre une zone naturelle en cours de classement[Quand ?] Natura 2000 et un aval plus calme, mais aussi moins sauvage[réf. nécessaire].

### Personnalités liées à la commune
- Pierre Mac Orlan (1882-1970), écrivain, achète une ancienne fromagerie et s'y retire jusqu'à sa mort en 1970. Il est inhumé au cimetière[74]
- Maurice Sauvayre (1889-1968), artiste peintre ami de Pierre Mac Orlan[75] et dont une large part de la peinture est consacrée à Saint-Cyr-sur-Morin et ses paysages alentour. Il passa les dernières années de sa vie dans une maison du hameau de Champeaux, inhumé au cimetière de Saint-Cyr-sur-Morin[74].
- Jean-Pierre Chabrol (1925-2001), écrivain, vit à Saint-Cyr de 1957 à 1967 et y écrit près de quinze romans.
- Raoul Nordling (1892-1962), consul général de Suède qui a joué un rôle important dans la Libération de Paris, en août 1944, "Saint-cyrien du dimanche", époux de Marguerite-Suzanne-Antoinette Turtach (1890-1965), dite "Coccinelle", Montmartroise célèbre[76]
- Jacques Canetti (1909-1997) directeur artistique et producteur de spectacles. Il est le fondateur du cabaret Les Trois Baudets à Paris.  Il est le découvreur de très grands talents : Brel, Brassens, Raymond Devos, Jacques Higelin et beaucoup d'autres. Il occupa une place prépondérante dans le monde du spectacle des années 1940-1960. Il est le frère d'Elias Canetti, prix Nobel de littérature.

### Héraldique
| Blason de Saint-Cyr-sur-Morin | Blason  | Parti au 1) d’or à la palette de peintre d’azur tachetée du champ, traversée d’une plume aussi d’azur posée en bande, au 2) d’azur à la grappe de raisin d’or posée en bande et à l’épi de blé feuillé du même brochant en barre sur la grappe ; au listel mouvant des flancs brochant en chef de l’un en l’autre. |
| Blason de Saint-Cyr-sur-Morin | Détails | |